# Templo de Louisville
El Templo de Louisville, Kentucky, es uno de los templos construidos y operados por la Iglesia de Jesucristo de los Santos de los Últimos Días, el número 76 construido por la iglesia y el único construido en el estado de Kentucky. Ubicado en la comunidad de Crestwood, un suburbio de 2000 habitantes en las afueras de la ciudad de Louisville, el templo de mármol blanco consta de un solo pináculo y jardines que en la primavera son decorados con miles de flores y que, a diferencia del interior del templo, están abiertos al público.
Previo a la construcción del templo en su estado, los fieles de Kentucky asistían a templos circunvecinos, incluyendo el Templo de Columbus (Ohio), el templo de Chicago y el Templo de San Luis (Misuri). Al templo de Louisville, por su cercanía a las comunidades, acuden Santos de los Últimos Días provenientes del estado de Indiana, el sur de Ohio y Virginia Occidental.

## Historia
El primer misionero SUD en las planicies de Kentucky fue Samuel Smith, hermano del fundador de la religión Joseph Smith. El propio Joseph Smith predicó en Kentucky el año 1831. Aunque la presencia de congregaciones del restauracionismo SUD en el estado de Kentucky se remontaba a 1834 con un pequeño grupo en el condado de Campbell, todos migraron en 1836 hasta Nauvoo y posteriormente al territorio de Utah. En parte debido a la guerra civil estadounidense, no se registró actividad proselitista SUD sino hasta 1875 cuando la iglesia fue establecida en Kentucky tras el envío de misioneros a los estados del sur de ese país. Unas 1120 personas se habían bautizado en la nueva iglesia para finales del siglo XIX. La primera estaca fue organizada en 1971 y para 2000 la iglesia registraba unos 21 mil fieles.

## Construcción
La Primera Presidencia de la iglesia SUD anunció la construcción del templo en la ciudad de Louisville mediante una carta a las autoridades generales del área el 17 de marzo de 1999. El anuncio fue parte del proyecto iniciado en abril de 1998 cuando la iglesia anunció la construcción de nuevos templos de menores proporciones alrededor del mundo. La construcción del primer templo en Kentucky con estas nuevas dimensiones fue anunciado en la conferencia general de abril de 1999 por el entonces presidente de la iglesia Gordon B. Hinckley. El templo de Louisville fue el templo número 21 construido con estas especificaciones de menores proporciones con el fin de completar la meta de tener construidos 100 templos alrededor del mundo para fines del año 2000. 
La construcción del templo comenzó con una ceremonia celebrando la primera palada el 29 de mayo de 1999, en un terreno de 6.200 metros cuadrados, presidida por autoridades locales y al que asistieron unas 2.300 personas. Ese mismo día se realizaron las ceremonias de la primera palada del templo de Adelaida y del Templo de Veracruz (México), la segunda vez que tres templos recibieron la primera palada en el mismo día. Previo a ello, la iglesia realizó la primera palada de tres templos por primera vez a favor del templo de Oaxaca, el templo de Nashville y el templo de Kona el 13 de marzo de 1999.
El templo se construyó a base de mármol blanco-imperial extraído del estado de Vermont y cuenta con dos salones empleados para las ordenanzas SUD, dos salones de sellamientos matrimoniales y un batisterio. El templo tiene un área de 990 metros cuadrados de construcción en un terreno de 1,2 hectáreas.

## Dedicación
El templo SUD de la ciudad de Louisville fue dedicado para sus actividades eclesiásticas en cuatro sesiones el 9 de marzo de 2000, por el presidente de la iglesia Thomas S. Monson. El templo duró un año desde su anuncio y su dedicación, el segundo templo que fue construido con mayor rapidez. Con anterioridad a ello, la semana del 4 al 11 de marzo de ese mismo año, la iglesia permitió un recorrido público de las instalaciones y del interior del templo al que asistieron más de 21.000 visitantes. Unos 8.000 miembros de la iglesia e invitados asistieron a la ceremonia de dedicación, que incluye una oración dedicatoria.